# Cours (Lot-et-Garonne)
Cours é uma comuna francesa na região administrativa da Nova Aquitânia, no departamento Lot-et-Garonne. Estende-se por uma área de 11,39 km². Em 2010 a comuna tinha 205 habitantes (densidade: 18 hab./km²).